# Église Sainte-Philomène d'Ugento
 (octobre 2023).
L'église Sainte-Philomène (italien : chiesa di Santa Filomena) est une église désacralisée, au cœur du centre historique d'Ugento, annexée à l'ancien couvent des religieuses bénédictines, aujourd'hui siège de la commune.

## Histoire
L'église est annexée à l'ancien monastère bénédictin, construit en 1500 sur ordre de Donna Gabriella Cortese d'Ugento. En 1537, une partie du bâtiment fut détruite par les Turcs et les religieuses furent d'abord violées puis vendues comme esclaves sur les marchés turcs. La seule survivante fut l'abbesse, sœur Claramene de Brindisi, qui, après ces événements, reprit les rênes du monastère. Vers 1700, la partie détruite du monastère ainsi que l'église annexée commencèrent à être restaurées. On ne connaît pas son état avant la restauration et on ne peut pas non plus dire exactement quelles interventions ont été réalisées, ce qui est sûr c'est que l'intérieur a été entièrement restauré et orné de stucs précieux. Ces interventions ont duré deux ans. Avec l'avènement de Napoléon et par décret du 21 avril 1813, le monastère fut confisqué et devint la propriété de la Commune qui l'utilisa comme prison et siège du Tribunal de Justice de Paix. Dans l'état actuel de l'ancien monastère, il ne reste que l'église désacralisée, privée des autels et de toute œuvre d'art, une partie du cloître ainsi que l'ancien portail d'entrée. Tout le reste a été démoli, aujourd'hui en ruines, pour permettre la construction du nouveau bâtiment municipal. Lors de l'achat du monastère par la municipalité en 1963, les autels actuels furent démolis et transportés vers d'autres lieux sur ordre de l'évêque ; les peintures ont également été déplacées et stockées dans les salles Episcopio[1].

## Description
L'édifice est constitué d'une nef unique ponctuée d'arcs en plein cintre qui divisent l'espace en cinq travées. Dans la première travée à gauche, en partant du fond de l'église, l'entrée s'ouvre du côté nord. Dans la partie supérieure, soutenue par un grand arc, se trouve la tribune du chœur, avec un double ordre de stalles et un petit orgue qui accompagnait les prières et les chants des religieuses. Dans les deux travées suivantes, se trouvaient quatre autels au creux des murs. Dans la quatrième travée, à l'origine, se trouvaient une grande toile ovale sur le mur de gauche, et la chaire en bois à droite. Dans la dernière travée, sur un étage surélevé de deux marches, se trouvait le maître-autel et sur le mur une toile à quatre ovales latéraux. Les religieuses pouvaient participer à la messe grâce à quatre vues de la nef. Le maître-autel est caractérisé par du marbre polychrome et un très fin bas-relief représentant la "Visitation". Nous voyons une Elizabeth enceinte embrasser Mary, qui est également dans la turgescence de la maternité.
Les quatre peintures des autels latéraux sont conservées dans l'évêché. Pour orner leur lieu de prière, les religieuses commandèrent des peintures au Neretino Donato Antonio D'Orlando qui créa en 1616 le grand tableau de saint Benoît et des saints, et en 1618 celui des saintes Marie-Madeleine et Francesca Romana. En outre, très probablement, à la même époque, il créa la Visite de Marie à Elisabeth. Dans l'église bénédictine se trouvait un autre tableau intéressant, la Vierge à l'Enfant et Sainte Anne, datant du début du XVIIe siècle, attribué au peintre de Gallipoli Gian Domenico Catalano. Une autre toile, datée de 1793, est signée Onofrio Messina ; celui-ci représente la Madonna del Carmine avec le scapulaire offert aux âmes du purgatoire. Au sol, les carreaux de majolique napolitaine reproduisaient un enchevêtrement de sarments de vigne sur fond bleu ciel, s'étendant sur toute la largeur du bâtiment. Au centre se dressaient les grandes armoiries du monastère, encore visibles aujourd'hui.
De cette église provient un autre autel en marbre qui, adapté et réduit, se trouve dans l'église ugentine de San Giovanni Bosco. L'Episcopio conserve également d'autres peintures du monastère ; le premier représente la visite de Marie à Elisabeth, le second reproduit la Vierge à l'enfant à qui une femme âgée, peut-être sainte Anne, peut-être une religieuse, offre une fleur et un panier de cerises rouges ; le troisième, peut-être d'une époque antérieure, présente la scène de San Benedetto sauvant San Placido des eaux, en présence de San Mauro,.